# José Nepote-Fus
José Nepote-Fus IMC (* 25. April 1893 in Mathi Canavese, Italien; † 9. August 1966) war ein italienischer Ordensgeistlicher und Prälat von Roraima. 

## Leben
José Nepote-Fus trat der Ordensgemeinschaft der Consolata-Missionare und empfing am 18. Dezember 1920 das Sakrament der Priesterweihe.
Papst Pius XI. ernannte ihn am 16. September 1936 zum Präfekten von Meru in Kenia. Am 7. August 1948 ernannte ihn Papst Pius XII. zum Apostolischen Administrator der vier Jahre zuvor errichteten Territorialprälatur Rio Branco. Am 18. April 1952 wurde er zum Titularbischof von Helos und zum ersten kanonischen Prälaten von Rio Branco ernannt. Die Bischofsweihe spendete ihm der Erzbischof von São Sebastião do Rio de Janeiro, Jaime Kardinal de Barros Câmara, am 6. Juli desselben Jahres. Mitkonsekratoren waren der Erzbischof von Manaus, Alberto Gaudêncio Ramos, und der Erzbischof von Belém do Pará, Mário de Miranda Vilas-Boas.
Während seiner Amtszeit wurde die Prälatur im April 1963 in Roraima umbenannt. Er nahm an allen vier Sitzungsperioden des Zweiten Vatikanischen Konzils als Konzilsvater teil.
Im Dezember 1965 nahm Papst Paul VI. seinen vorzeitigen Rücktritt an. Er starb im August des folgenden Jahres.